# Plataforma No fem el CIM

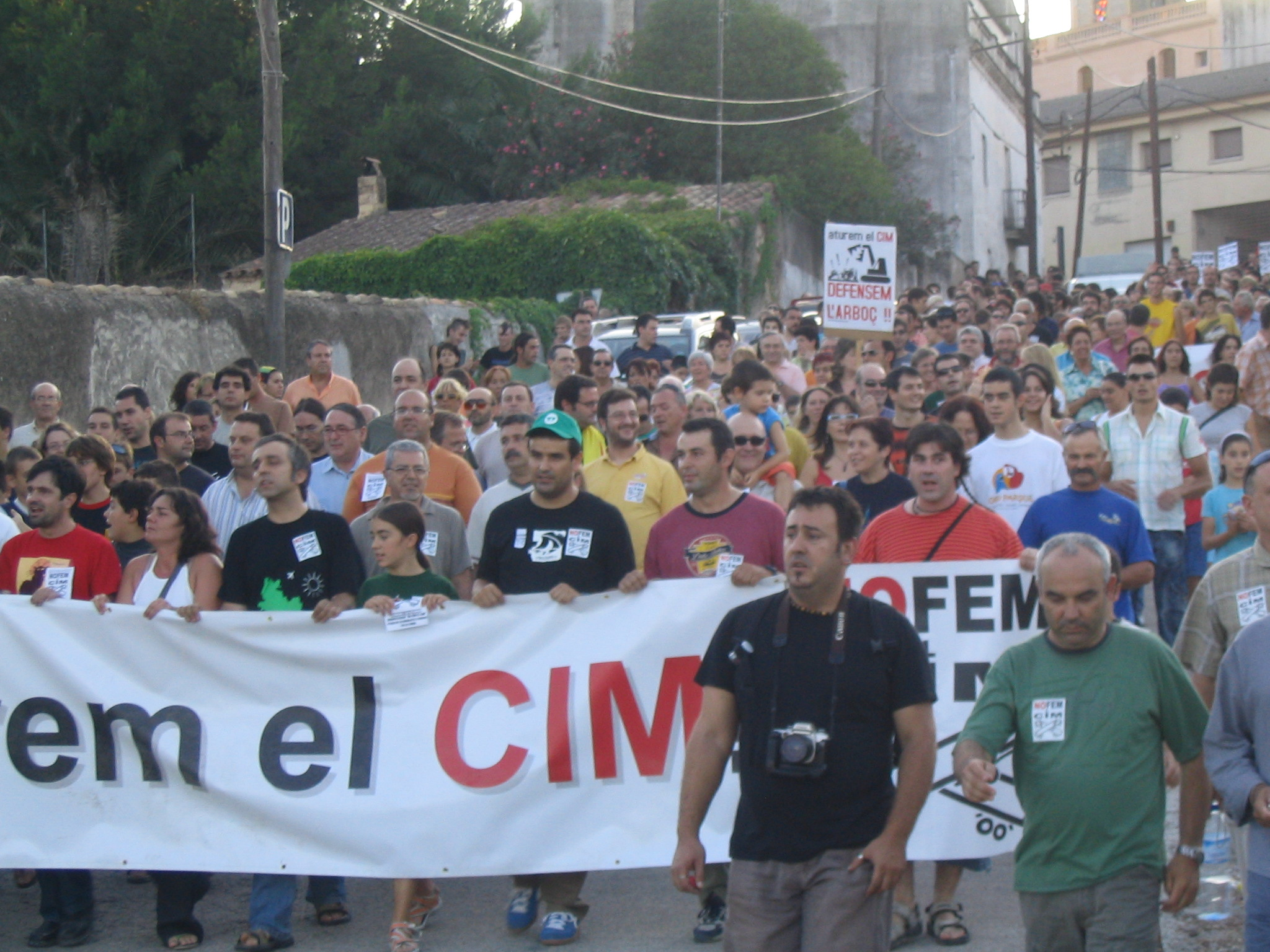
Manifestación de la Plataforma "No Fem el CIM" en Arbós, 08/2006.

La Plataforma "No fem el CIM" (41°30′N 1°58′E / 41.500, 1.967) es un movimiento nacido en el Panadés que se opone a la construcción del Centro Integral de Mercancías en esa comarca también conocido como Logis Penedès. La plataforma se creó en el año 2003 debido a la sospecha de que la Generalidad de Cataluña quería construir un Centro de Intercambio de Mercancías en el Panadés. 
Actualmente, el CIM Penedès es un proyecto que pretende convertir 186 ha de uso agrícola (originalmente, 220 ha) entre los municipios de Bañeras, Arbós y San Jaime dels Domenys en el CIM más grande de Cataluña.

## Adhesiones contra el Logis Penedès
A finales del 2008 se habían adherido:
- Consejo de alcaldes del Bajo Panadés
- Consejo Comarcal del Bajo Panadés
- Consejo Comarcal del Alto Panadés
- 14 Ayuntamientos: Arbós, Bañeras del Panadés, Bellvey, la Bisbal del Panadés, La Granada, Lloréns, San Jaime dels Domenys, Torrelavit, Olesa de Bonesvalls, San Pedro de Riudevitlles, Cunit, Vendrell, Villafranca del Panadés y Villanueva y Geltrú.
- 5 asociaciones empresariales: Marca Penedès, ADEG, Institut del Cava, Pimecava, Associació Vinyes del Penedès.
- 5 agrupaciones sindicales: Unió de Pagesos, Joves Agricultors, Unió Territorial Penedès, Garraf i Anoia de la Intersindical-CSC, Confraria de Pescadors de Vilanova y Sitges, Comité d'Empresa Utilar de l'Arboç.
- 7 grupos ecologístas: el Grupo ecologista de Catalunya GEPEC, Bosc Verd de Vilafranca, GEVEN-Grupo de ecologistas del Vendrell, Plataforma Salvem el Penedès, Asociación Excursionista Montmell, Plataforma Cívica por la Defensa de la Salud y el Medio Ambiente de Santa Margarida i els Monjos, Asociación Ecoparajes, Coordinadora de Entidades Ecologistas.
- 5 fundaciones y asociaciones: Fundación Vegueria Panadés, Auditori Pau Casals, UPC Vilanova, Fundació ProPenedès, Institut d'Estudis Penedesencs.
- 54 entidades culturales de l'Arboç, Bañeras del Panadés, La Bisbal del Panadés, Llorenç del Penedès i El Vendrell.
- varias agrupaciones políticas nacionales, comarcales y locales: Esquerra Republicana, JERC, ICV Alto y Bajo Panadés, Joves d'Esquerra Verda, CiU Panadés-Garraf, EUiA Baix Panadés, PSC Alto Panadés, CUP Alto Panadés y Garraf, Solidaritat Catalana per la Independencia, Des de Baix, Reagrupament, Endavant Alto Panadés, Partit Popular de l'Alt Penedès, Entesa Bellvei, Entesa pel Progrés La Granada, Agrupació Democràtica Municipal de Calafell, Alternativa Vendrellenca, Col·lectiu La Trinxera i l'Assemblea de Joves de Calafell.

- Los grupos de música Punt de Malura, Els Murris, Macabeus, Ço de Botafoc, Skatacrack, Nemset, Bogarde, Fonders, Barbitúrik, Clik's i Dos dits de Pols.
- 5385 ciudadanos y ciudadanas a título personal.
- 1120 alegaciones contra el Plan Territorial Parcial del Camp de Tarragona.

## La estructura de la Plataforma
La Plataforma "No fem el CIM" es un movimiento asambleario y está estructurado en grupos de trabajo que funcionan autónomamente:
- Grupo de Comunicación
- Grupo de Publicidad
- Grupo de Economía
- Grupo Político
- Grupo Jurídico